# Kagi
Kagi är en ö i Norra Maléatollen i Maldiverna. Den ligger i den norra delen av landet, 50 km norr om huvudstaden Malé. Den ingår i den administrativa atollen Kaafu. På ön finns en turistanläggning, men ingen fastboende befolkning, varför ön officiellt räknas som obebodd. 